# 切頂六面体
切頂六面体（せっちょうろくめんたい、英: truncated hexahedron）、または切頭六面体（せっとうろくめんたい）、切隅六面体（せつぐうろくめんたい）、角切り六面体（かくぎりろくめんたい）、切頂立方体（せっちょうりっぽうたい、英: truncated cube）、切頭立方体（せっとうりっぽうたい）、切隅立方体（せつぐうりっぽうたい）、角切り立方体（かくぎりりっぽうたい）とは、半正多面体の一種で、正六面体の各頂点を切り落とした立体である。

## 性質
- 外接球半径: {\displaystyle {\frac {\sqrt {7+4{\sqrt {2}}}}{2}}a}
- 中接球半径: {\displaystyle {\frac {2+{\sqrt {2}}}{2}}a}
- 内接球半径 (正三角形): {\displaystyle {\frac {\sqrt {51+36{\sqrt {2}}}}{6}}a}
- 内接球半径 (正八角形): {\displaystyle {\frac {1+{\sqrt {2}}}{2}}a}
- 表面積: {\displaystyle 2(6+6{\sqrt {2}}+{\sqrt {3}})a^{2}}
- 体積: {\displaystyle {\frac {21+14{\sqrt {2}}}{3}}a^{3}}
- 二面角 (3-8): 125.2643897°
- 二面角 (8-8): 90°
- 星型の数: 42（表面のみ…15、裏面使用…27）

## 頂点が共通となる立体

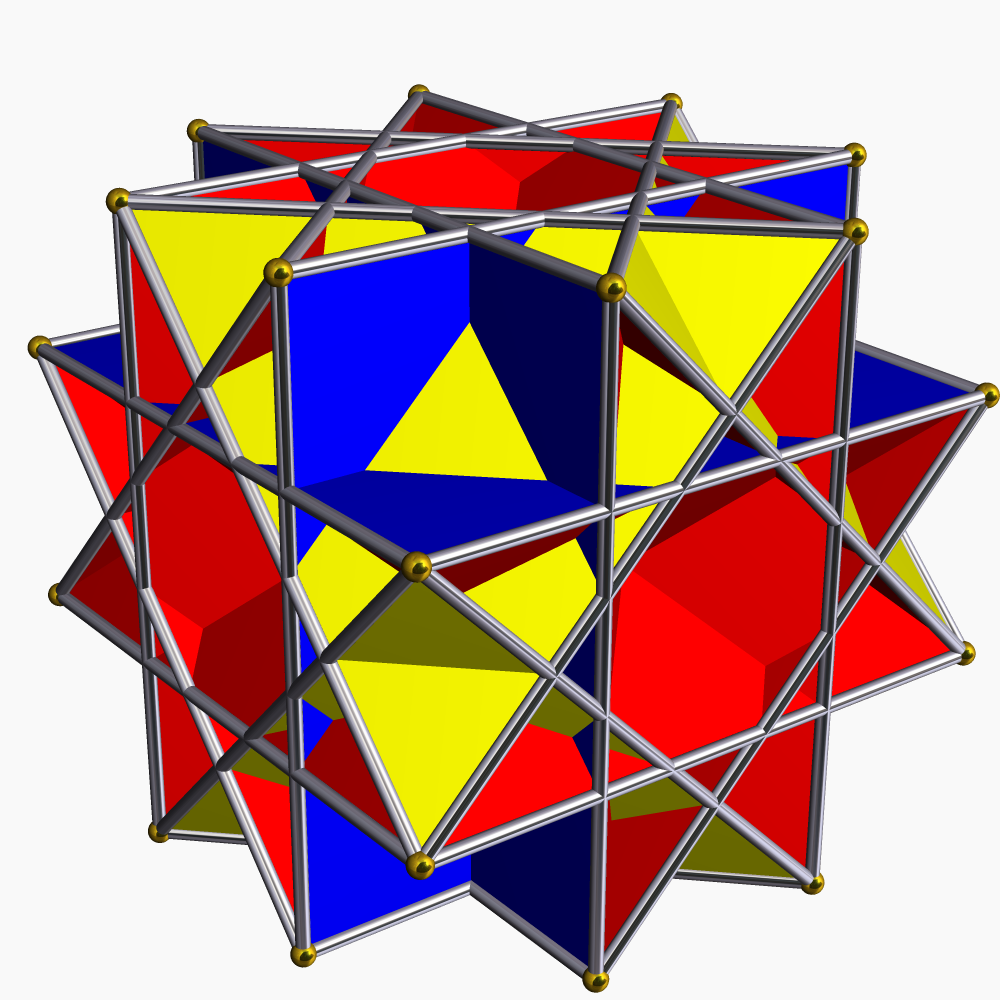
一様大斜方立方八面体
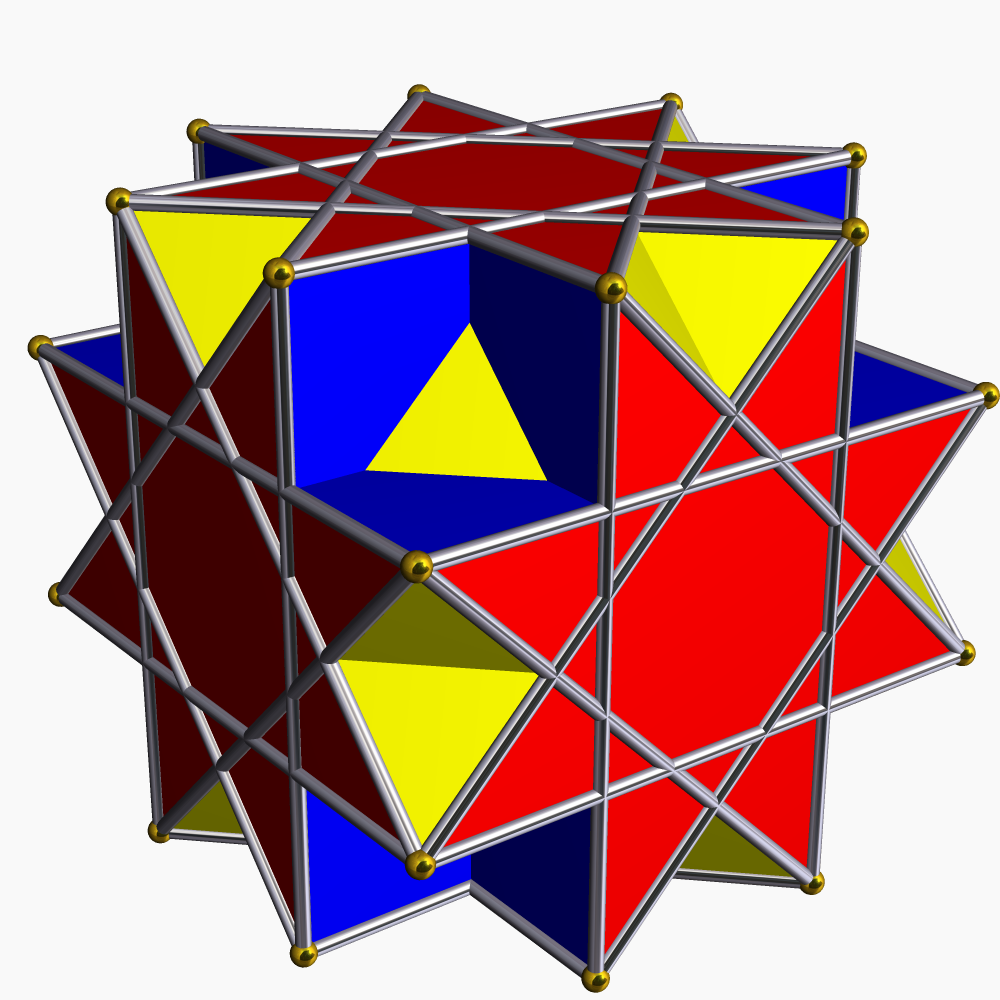
大立方立方八面体
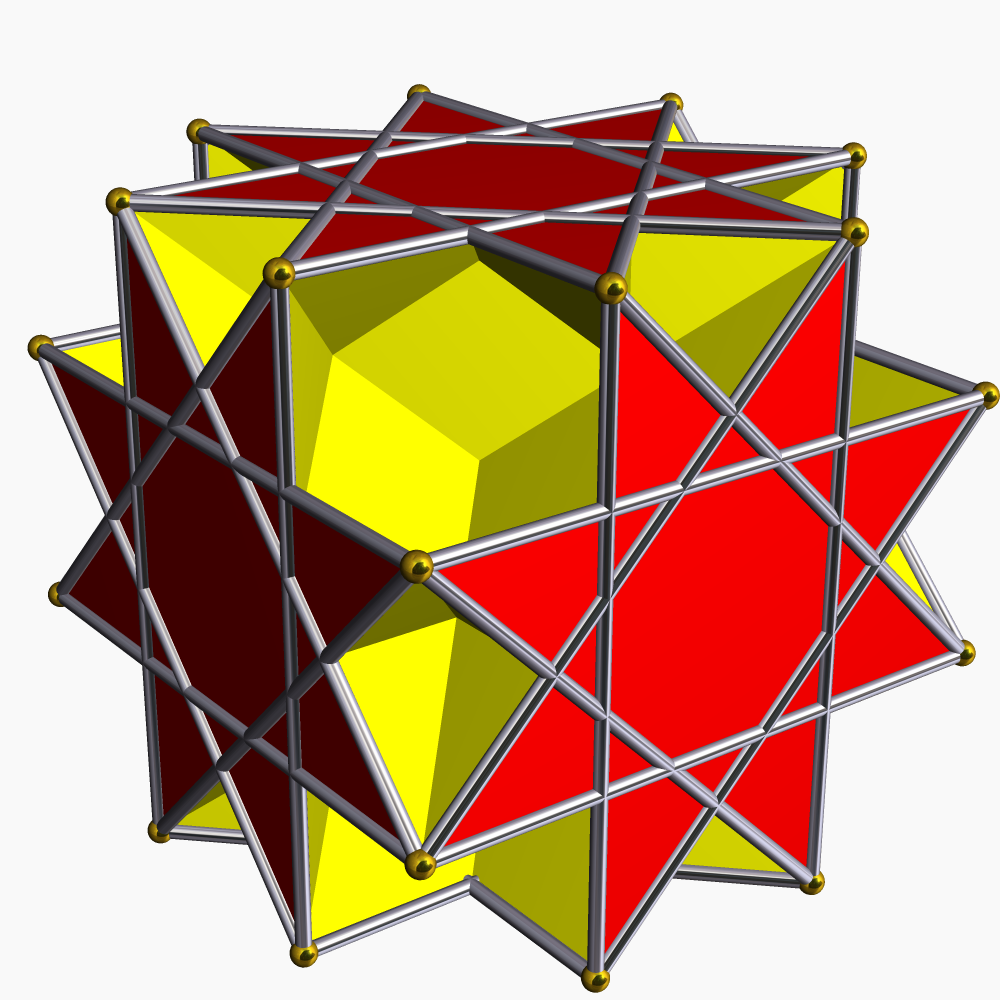
大斜方六面体

## 近縁な立体

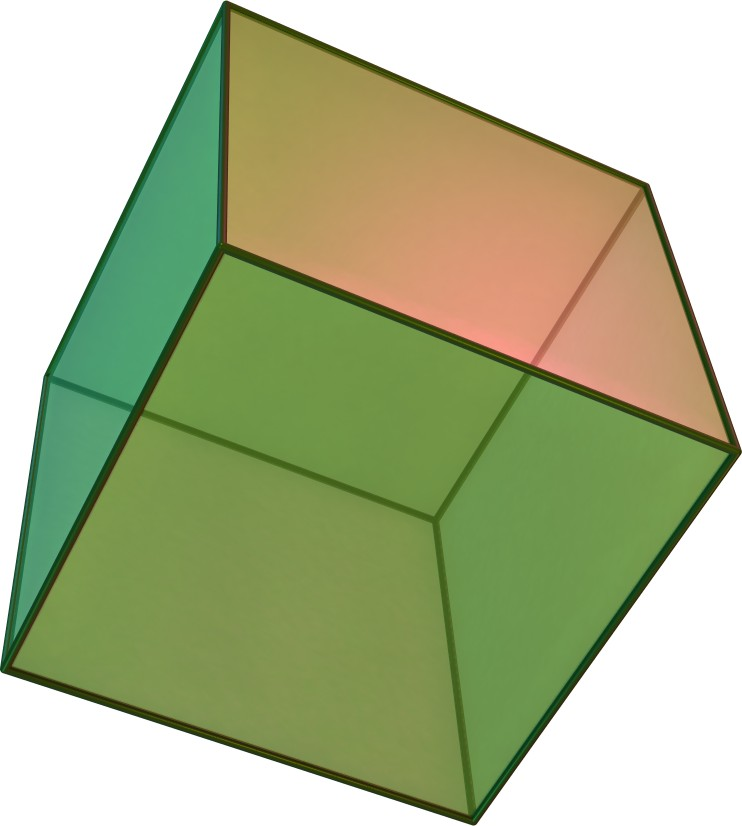
正六面体
立方八面体 （切り込みを深くする）
切頂八面体 （切り込みを更に深くする）
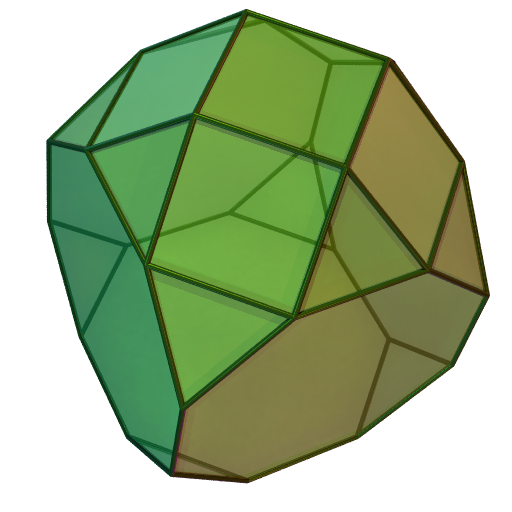
側台塔切頂立方体 （正四角台塔を追加）
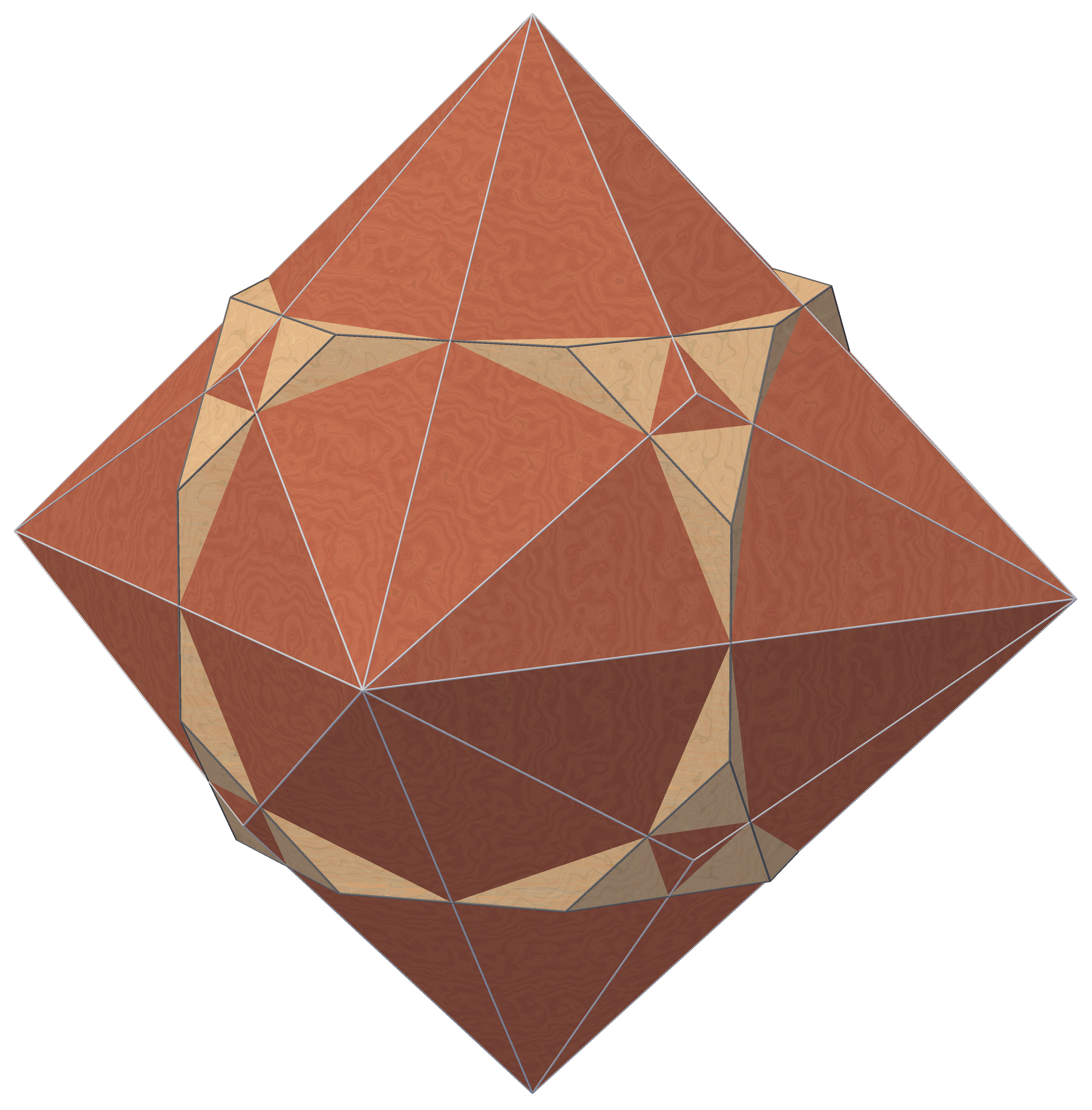
切頂六面体と三方八面体による複合多面体